# Largo Winch: Der Preis des Geldes
Largo Winch: Der Preis des Geldes (Originaltitel: Largo Winch: Le prix de l’argent) ist ein französisch-belgischer Action- und Abenteuerfilm aus dem Jahr 2024. Er basiert auf der bekannten und erfolgreichen Comic- und Buchreihe Largo Winch von Jean Van Hamme und ist die Fortsetzung von Largo Winch – Tödliches Erbe (2008) und Largo Winch II – Die Burma Verschwörung (2011).

## Handlung
Das Leben von Milliardär Largo Winch gerät aus den Fugen, als sein 15-jähriger Sohn Noom entführt wird und sein Firmenimperium vor der Pleite steht. Schnell wird klar, dass hinter den beiden Verbrechen eine skrupellose Intrige steckt. Largo macht sich auf die Suche nach seinem Sohn und muss sich seiner Vergangenheit stellen.

## Hintergrund
Das Drehbuch basiert auf den Comics Der Preis des Geldes und Im Namen des Dollars. Tomer Sisley kehrt als Largo Winch ein drittes Mal in die Rolle des Milliardärs zurück. Als Hauptgegenspieler wurde der US-amerikanische Schauspieler James Franco engagiert. Ursprünglich sollte auch Omar Sy eine Rolle in dem Film übernehmen. Dies kam jedoch nicht zustande.
Nach mehreren Verschiebungen aufgrund der Covid-19-Pandemie wurde der Film zwischen Februar und Juni 2023 in Bulgarien, Thailand und Belgien gedreht.
Der Film erschien am 31. Juli 2024 in Frankreich und eine Woche später in Belgien. Der Film kam in Deutschland nicht in die Kinos, sondern wurde am 13. Februar 2025 als VoD und eine Woche später auf DVD und Blu-ray veröffentlicht.
Der Film hatte ein Budget von 17 Millionen Dollar, spielte aber weltweit nur 3,6 Millionen Dollar ein.

## Kritik
In der Internet Movie Database wurde der Film von 853 Usern mit durchschnittlich 5,0 von 10 Punkten bewertet.